# Алпедріня
Алпедріня (порт. Alpedrinha; МФА: [aɫ.pɨ.ˈdɾi.ɲɐ]) — парафія в Португалії, у муніципалітеті Фундан. Розташована в східній частині країни, на теренах історичної португальської провінції Бейра. Входить до складу округу Каштелу-Бранку. За адміністративним поділом, чинним до 1976 року, терени парафії були складовою провінції Нижня Бейра. Належить до Порталегрівсько-Каштелу-Бранківської діоцезії Католицької церкви. Патрон — Мартин Турський. Площа — 16,1869 км². Населення — 1087 ос. (2011). Слабо урбанізований регіон. Густота населення — 67,15 осіб/км²
. Код — 050406.

## Населення
| Кількість мешканців | Кількість мешканців | Кількість мешканців | Кількість мешканців | Кількість мешканців | Кількість мешканців | Кількість мешканців | Кількість мешканців | Кількість мешканців | Кількість мешканців | Кількість мешканців | Кількість мешканців | Кількість мешканців | Кількість мешканців | Кількість мешканців |
| ------------------- | ------------------- | ------------------- | ------------------- | ------------------- | ------------------- | ------------------- | ------------------- | ------------------- | ------------------- | ------------------- | ------------------- | ------------------- | ------------------- | ------------------- |
| 1864                | 1878                | 1890                | 1900                | 1911                | 1920                | 1930                | 1940                | 1950                | 1960                | 1970                | 1981                | 1991                | 2001                | 2011                |
| 1 634               | 1 729               | 1 781               | 1 820               | 1 966               | 1 836               | 1 988               | 2 047               | 2 201               | 2 002               | 1 445               | 1 362               | 1 348               | 1 184               | 1 087               |